# Zolotoj esjelon
Zolotoj esjelon (russisk: Золотой эшелон) er en sovjetisk spillefilm fra 1959 af Ilja Gurin.

## Medvirkende
- Vasilij Sjuksjin som Andrej Nizovtsev
- Jelena Dobronravova som Nadja
- Harijs Liepins som István
- Pavel Usovnitjenko som Aleksej Bilinkin
- Stepan Krylov som Nikanor Ivanovitj